# Монастырщинский район
Монасты́рщинский райо́н — административно-территориальная единица (район) и муниципальное образование (муниципальный район) на западе Смоленской области России.
Административный центр — посёлок городского типа Монастырщина.

## География
Территориально район граничит: на северо-западе с Краснинским, на северо-востоке с Смоленским, на востоке с Починковским, на юго-востоке с Хиславичским районами Смоленской области. На юго-западе и западе район граничит с Белоруссией. Площадь территории — 1513,75 км².
Район расположен на Смоленско-Краснинской возвышенности. Водораздел реки Днепр и Сож. Южная часть района в Сожской низменности. Основная река — Вихра.
На повышенных, хорошо дренированных водораздельных участках преобладают дерново-среднеподзолистые почвы на лёссовидных суглинках и морене. В понижениях рельефа обычны дерново-сильноподзолистые заболоченные и дерновые заболоченные, в долинах рек -пойменные почвы. Леса занимают 11,1 % территории.

## История
В 1929 году был образован Монастырщинский район с центром в Монастырщине.
В октябре 1964 года по инициативе Верховного Совета РСФСР 2256 гектаров территории с несколькими деревнями были переданы из Монастырщинского района Смоленской области РСФСР в состав Мстиславского района Могилёвской области БССР.

## Население
| 2002   | 2009    | 2010    | 2011    | 2012    | 2013  | 2014  | 2015  | 2016  |
| ------ | ------- | ------- | ------- | ------- | ----- | ----- | ----- | ----- |
| 13 876 | ↘11 270 | ↘10 997 | ↘10 710 | ↘10 264 | ↘9897 | ↘9548 | ↘9472 | ↘9283 |
| 2017   | 2018    | 2019    | 2020    | 2021    | 2024  |       |       |       |
| ↘9195  | ↘9012   | ↘8765   | ↘8691   | ↘8232   | ↘7769 |       |       |       |

### Урбанизация
В городских условиях (пгт Монастырщина) проживают  40,25 % населения района.

### Национальный состав
По итогам переписи населения 2020 года проживали следующие национальности (национальности менее 0,1 % и другое, см. в сноске к строке «Другие»):
| Национальность | Численность, чел. | Доля     |
| -------------- | ----------------- | -------- |
| Русские        | 7736              | 93,97 %  |
| Таджики        | 98                | 1,19 %   |
| Армяне         | 44                | 0,53 %   |
| Белорусы       | 44                | 0,53 %   |
| Киргизы        | 37                | 0,45 %   |
| Турки          | 35                | 0,43 %   |
| Украинцы       | 25                | 0,30 %   |
| Цыгане         | 23                | 0,28 %   |
| Узбеки         | 19                | 0,23 %   |
| Азербайджанцы  | 11                | 0,13 %   |
| Другие         | 160               | 1,96 %   |
| Итого          | 8232              | 100,00 % |

## Муниципально-территориальное устройство
В муниципальный район входят 7 муниципальных образований, в том числе 1 городское поселение и 6 сельских поселений:
| № | Муниципальное образование           | Административный центр   | Количество населённых пунктов | Население (чел.) | Площадь (км²) |
| - | ----------------------------------- | ------------------------ | ----------------------------- | ---------------- | ------------- |
| 1 | Монастырщинское городское поселение | пгт Монастырщина         | 1                             | ↘3127            | 10,51         |
| 2 | Александровское сельское поселение  | деревня Слобода          | 23                            | ↘723             | 205,40        |
| 3 | Барсуковское сельское поселение     | деревня Барсуки          | 19                            | ↗610             | 145,88        |
| 4 | Гоголевское сельское поселение      | деревня Гоголевка        | 38                            | ↘911             | 180,41        |
| 5 | Новомихайловское сельское поселение | деревня Новомихайловское | 18                            | ↗715             | 86,74         |
| 6 | Соболевское сельское поселение      | деревня Соболево         | 50                            | ↘1017            | 207,30        |
| 7 | Татарское сельское поселение        | деревня Татарск          | 53                            | ↘1033            | 234,40        |

Первоначально Законом Смоленской области от 2 декабря 2004 года было создано 10 муниципальных образований, в том числе 1 городское и 9 сельских поселений. Законом Смоленской области от 28 мая 2015 года, были упразднены 3 сельских поселения: Любавичское (включено в Гоголевское сельское поселение); Слободское (включено в Соболевское сельское поселение); Добросельское (включено в Татарское сельское поселение).
| Муниципальное образование 2005—2015 гг. | Население (тыс. чел.) | Площадь (км²) | Административный центр   |
| --------------------------------------- | --------------------- | ------------- | ------------------------ |
| Монастырщинское городское поселение     | 4,23                  | 8,17          | пгт Монастырщина         |
| Александровское сельское поселение      | 1,19                  | 205,44        | деревня Слобода          |
| Барсуковское сельское поселение         | 1,09                  | 145,88        | деревня Барсуки          |
| Гоголевское сельское поселение          | 1,06                  | 180,41        | деревня Гоголевка        |
| Добросельское сельское поселение        | 0,70                  | 139,4         | деревня Доброселье       |
| Любавичское сельское поселение          | 0,61                  | 147,0         | деревня Любавичи         |
| Новомихайловское сельское поселение     | 0,98                  | 867,4         | деревня Новомихайловское |
| Слободское сельское поселение           | 0,75                  | 70,7          | село Октябрьское         |
| Соболевское сельское поселение          | 0,79                  | 207,3         | деревня Соболево         |
| Татарское сельское поселение            | 1,09                  | 234,4         | деревня Татарск          |

## Населённые пункты
В Монастырщинском районе 202 населённых пункта, в том числе посёлок городского типа и 201 сельский населённый пункт.
| №   | Населённый пункт             | Тип     | Население | Муниципальное образование           |
| --- | ---------------------------- | ------- | --------- | ----------------------------------- |
| 1   | Монастырщина                 | пгт     | ↘3127     | Монастырщинское городское поселение |
| 2   | Александровка                | деревня | 1         | Гоголевское сельское поселение      |
| 3   | Александровское              | деревня | 19        | Соболевское сельское поселение      |
| 4   | Андрусово                    | деревня | 13        | Татарское сельское поселение        |
| 5   | Арефино                      | деревня | 5         | Соболевское сельское поселение      |
| 6   | Багрецы                      | деревня | 127       | Гоголевское сельское поселение      |
| 7   | Барановка                    | деревня | 20        | Гоголевское сельское поселение      |
| 8   | Барсуки                      | деревня | 146       | Барсуковское сельское поселение     |
| 9   | Баченки                      | деревня | 14        | Гоголевское сельское поселение      |
| 10  | Березняки                    | деревня | 17        | Соболевское сельское поселение      |
| 11  | Берносечи                    | деревня | 7         | Новомихайловское сельское поселение |
| 12  | Большие Дуравки              | деревня | 12        | Татарское сельское поселение        |
| 13  | Большие Остроги              | деревня | 80        | Новомихайловское сельское поселение |
| 14  | Большие Старыши              | деревня | 0         | Татарское сельское поселение        |
| 15  | Боровец                      | деревня | 3         | Гоголевское сельское поселение      |
| 16  | Босияны                      | деревня | 10        | Новомихайловское сельское поселение |
| 17  | Бохото                       | деревня | 29        | Татарское сельское поселение        |
| 18  | Буда                         | деревня | 38        | Соболевское сельское поселение      |
| 19  | Бурхово                      | деревня | 19        | Александровское сельское поселение  |
| 20  | Васильево                    | деревня | 0         | Соболевское сельское поселение      |
| 21  | Вачково                      | деревня | 18        | Новомихайловское сельское поселение |
| 22  | Вепри                        | деревня | 18        | Гоголевское сельское поселение      |
| 23  | Веревна                      | деревня | 4         | Татарское сельское поселение        |
| 24  | Верезубы                     | деревня | 0         | Татарское сельское поселение        |
| 25  | Внуково                      | деревня | 4         | Татарское сельское поселение        |
| 26  | Войнино                      | деревня | 7         | Гоголевское сельское поселение      |
| 27  | Волково                      | деревня | 2         | Соболевское сельское поселение      |
| 28  | Высокое                      | деревня | 15        | Татарское сельское поселение        |
| 29  | Гладыши                      | деревня | 2         | Соболевское сельское поселение      |
| 30  | Гоголевка                    | деревня | 187       | Гоголевское сельское поселение      |
| 31  | Городец                      | деревня | 16        | Новомихайловское сельское поселение |
| 32  | Городок                      | деревня | 0         | Соболевское сельское поселение      |
| 33  | Гостимля                     | деревня | 2         | Барсуковское сельское поселение     |
| 34  | Грачево                      | деревня | 0         | Соболевское сельское поселение      |
| 35  | Гривы                        | деревня | 3         | Гоголевское сельское поселение      |
| 36  | Григорьево                   | деревня | 5         | Соболевское сельское поселение      |
| 37  | Гришино                      | деревня | 6         | Татарское сельское поселение        |
| 38  | Демьянково                   | деревня | 0         | Соболевское сельское поселение      |
| 39  | Денисовка                    | деревня | 3         | Новомихайловское сельское поселение |
| 40  | Деньгубовка                  | деревня | 2         | Соболевское сельское поселение      |
| 41  | Деньгубовка Песочня          | деревня | 0         | Соболевское сельское поселение      |
| 42  | Дмыничи                      | деревня | 113       | Соболевское сельское поселение      |
| 43  | Доброселье                   | деревня | 168       | Татарское сельское поселение        |
| 44  | Долгие Нивы                  | деревня | 170       | Барсуковское сельское поселение     |
| 45  | Доманово                     | деревня | 59        | Новомихайловское сельское поселение |
| 46  | Досугово                     | деревня | 228       | Александровское сельское поселение  |
| 47  | Дубровка                     | деревня | 2         | Гоголевское сельское поселение      |
| 48  | Дудино                       | деревня | 240       | Гоголевское сельское поселение      |
| 49  | Егорье                       | деревня | 0         | Александровское сельское поселение  |
| 50  | Ермаковка                    | деревня | 1         | Гоголевское сельское поселение      |
| 51  | Железняк-1                   | деревня | 108       | Гоголевское сельское поселение      |
| 52  | Железняк-2                   | деревня | 49        | Гоголевское сельское поселение      |
| 53  | Жигаловка                    | деревня | 13        | Соболевское сельское поселение      |
| 54  | Жуково                       | деревня | 78        | Гоголевское сельское поселение      |
| 55  | Жуково                       | деревня | 8         | Татарское сельское поселение        |
| 56  | Зайцовка                     | деревня | 1         | Барсуковское сельское поселение     |
| 57  | Зальково                     | деревня | 17        | Александровское сельское поселение  |
| 58  | Заступово                    | деревня | 2         | Александровское сельское поселение  |
| 59  | Земцова Буда                 | деревня | 6         | Барсуковское сельское поселение     |
| 60  | Зубовщина                    | деревня | 0         | Татарское сельское поселение        |
| 61  | Каблуково                    | деревня | 0         | Барсуковское сельское поселение     |
| 62  | Кадино                       | деревня | 164       | Татарское сельское поселение        |
| 63  | Каманы                       | деревня | 13        | Татарское сельское поселение        |
| 64  | Капустино                    | деревня | 0         | Соболевское сельское поселение      |
| 65  | Карабановщина                | деревня | 32        | Новомихайловское сельское поселение |
| 66  | Каськи                       | деревня | 0         | Гоголевское сельское поселение      |
| 67  | Кирпичного Завода            | посёлок | 0         | Соболевское сельское поселение      |
| 68  | Кисловичи                    | деревня | 10        | Татарское сельское поселение        |
| 69  | Кислое                       | деревня | 39        | Новомихайловское сельское поселение |
| 70  | Кодрино                      | деревня | 2         | Гоголевское сельское поселение      |
| 71  | Кожино                       | деревня | 5         | Соболевское сельское поселение      |
| 72  | Колесники                    | деревня | 6         | Татарское сельское поселение        |
| 73  | Колодино                     | деревня | 41        | Новомихайловское сельское поселение |
| 74  | Колосовка                    | деревня | 40        | Барсуковское сельское поселение     |
| 75  | Коптево                      | деревня | 0         | Соболевское сельское поселение      |
| 76  | Коровино                     | деревня | 47        | Соболевское сельское поселение      |
| 77  | Космач                       | деревня | 0         | Гоголевское сельское поселение      |
| 78  | Котово                       | деревня | 113       | Александровское сельское поселение  |
| 79  | Крапивна                     | деревня | 150       | Соболевское сельское поселение      |
| 80  | Крапивна                     | деревня | 10        | Соболевское сельское поселение      |
| 81  | Красатинка                   | деревня | 5         | Татарское сельское поселение        |
| 82  | Красная Раевка               | деревня | 12        | Татарское сельское поселение        |
| 83  | Кретово                      | деревня | 102       | Татарское сельское поселение        |
| 84  | Кривели                      | деревня | 3         | Татарское сельское поселение        |
| 85  | Крупец                       | деревня | 0         | Татарское сельское поселение        |
| 86  | Кузнецово                    | деревня | 0         | Соболевское сельское поселение      |
| 87  | Куровщина                    | деревня | 3         | Татарское сельское поселение        |
| 88  | Левково                      | деревня | 2         | Соболевское сельское поселение      |
| 89  | Лисова Буда                  | деревня | 0         | Гоголевское сельское поселение      |
| 90  | Лобково                      | деревня | 0         | Александровское сельское поселение  |
| 91  | Лыза                         | деревня | 161       | Гоголевское сельское поселение      |
| 92  | Лынды                        | деревня | 15        | Соболевское сельское поселение      |
| 93  | Любавичи                     | деревня | 172       | Гоголевское сельское поселение      |
| 94  | Лягино                       | деревня | 0         | Гоголевское сельское поселение      |
| 95  | Майское                      | деревня | 10        | Александровское сельское поселение  |
| 96  | Макарово                     | деревня | 11        | Соболевское сельское поселение      |
| 97  | Максимовское                 | деревня | 23        | Соболевское сельское поселение      |
| 98  | Малые Дуравки                | деревня | 2         | Татарское сельское поселение        |
| 99  | Малые Остроги                | деревня | 72        | Новомихайловское сельское поселение |
| 100 | Малый Рай                    | деревня | 0         | Татарское сельское поселение        |
| 101 | Малышево                     | деревня | 0         | Александровское сельское поселение  |
| 102 | Манюки                       | деревня | 3         | Соболевское сельское поселение      |
| 103 | Маслово                      | деревня | 4         | Александровское сельское поселение  |
| 104 | Мигновичи                    | деревня | 161       | Татарское сельское поселение        |
| 105 | Михайловка                   | деревня | 92        | Новомихайловское сельское поселение |
| 106 | Михейково                    | деревня | 25        | Александровское сельское поселение  |
| 107 | Моксаево                     | деревня | 0         | Татарское сельское поселение        |
| 108 | Молоково                     | деревня | 2         | Барсуковское сельское поселение     |
| 109 | Молявица                     | деревня | 0         | Гоголевское сельское поселение      |
| 110 | Морачево                     | деревня | 1         | Барсуковское сельское поселение     |
| 111 | Мощиново                     | деревня | 0         | Соболевское сельское поселение      |
| 112 | Наземки                      | деревня | 7         | Татарское сельское поселение        |
| 113 | Новая Болобовщина            | деревня | 1         | Александровское сельское поселение  |
| 114 | Ново-Внуково                 | деревня | 20        | Александровское сельское поселение  |
| 115 | Новое Село                   | деревня | 17        | Александровское сельское поселение  |
| 116 | Новое Шанталово              | деревня | 5         | Соболевское сельское поселение      |
| 117 | Ново-Мацково                 | деревня | 1         | Гоголевское сельское поселение      |
| 118 | Новомихайловское             | деревня | 258       | Новомихайловское сельское поселение |
| 119 | Новоселье                    | деревня | 4         | Барсуковское сельское поселение     |
| 120 | Ногишкино                    | деревня | 0         | Александровское сельское поселение  |
| 121 | Носково-1                    | деревня | 0         | Александровское сельское поселение  |
| 122 | Носково-2                    | деревня | 278       | Александровское сельское поселение  |
| 123 | Обидовка                     | деревня | 3         | Татарское сельское поселение        |
| 124 | Окрутово                     | деревня | 0         | Соболевское сельское поселение      |
| 125 | Октябрьское                  | деревня | 0         | Татарское сельское поселение        |
| 126 | Октябрьское                  | село    | 226       | Соболевское сельское поселение      |
| 127 | Осиновка                     | деревня | 2         | Александровское сельское поселение  |
| 128 | Пепелевка                    | деревня | 5         | Татарское сельское поселение        |
| 129 | Перепечино                   | деревня | 60        | Новомихайловское сельское поселение |
| 130 | Петраченки                   | деревня | 0         | Соболевское сельское поселение      |
| 131 | Платково                     | деревня | 0         | Гоголевское сельское поселение      |
| 132 | Полевичева Буда              | деревня | 7         | Гоголевское сельское поселение      |
| 133 | Полом                        | деревня | 4         | Татарское сельское поселение        |
| 134 | Полом                        | деревня | 0         | Татарское сельское поселение        |
| 135 | Посохля                      | деревня | 6         | Гоголевское сельское поселение      |
| 136 | Потапово                     | деревня | 0         | Новомихайловское сельское поселение |
| 137 | Проваленое                   | деревня | 17        | Соболевское сельское поселение      |
| 138 | Пузырево                     | деревня | 0         | Татарское сельское поселение        |
| 139 | Пурыгино                     | деревня | 4         | Татарское сельское поселение        |
| 140 | Пустоселы                    | деревня | 15        | Соболевское сельское поселение      |
| 141 | Путятино                     | деревня | 0         | Александровское сельское поселение  |
| 142 | Равенство                    | деревня | 3         | Соболевское сельское поселение      |
| 143 | Раевка                       | деревня | 234       | Татарское сельское поселение        |
| 144 | Родьковка                    | деревня | 106       | Барсуковское сельское поселение     |
| 145 | Романовское                  | деревня | 0         | Соболевское сельское поселение      |
| 146 | Свекровщина                  | деревня | 9         | Татарское сельское поселение        |
| 147 | Свирковец                    | деревня | 5         | Гоголевское сельское поселение      |
| 148 | Семоржа                      | деревня | 10        | Татарское сельское поселение        |
| 149 | Скоблянка                    | деревня | 1         | Гоголевское сельское поселение      |
| 150 | Скреплево                    | деревня | 85        | Александровское сельское поселение  |
| 151 | Скреплево                    | деревня | 5         | Соболевское сельское поселение      |
| 152 | Славновичи                   | деревня | 3         | Гоголевское сельское поселение      |
| 153 | Сливино                      | деревня | 24        | Гоголевское сельское поселение      |
| 154 | Слобода                      | деревня | 167       | Александровское сельское поселение  |
| 155 | Слобода                      | деревня | 0         | Татарское сельское поселение        |
| 156 | Слобода                      | деревня | 94        | Татарское сельское поселение        |
| 157 | Слобода                      | деревня | 0         | Соболевское сельское поселение      |
| 158 | Слобода                      | деревня | 13        | Татарское сельское поселение        |
| 159 | Смолы                        | деревня | 6         | Гоголевское сельское поселение      |
| 160 | Снеберка                     | деревня | 9         | Барсуковское сельское поселение     |
| 161 | Соболево                     | деревня | 246       | Соболевское сельское поселение      |
| 162 | Соловьёвка                   | деревня | 5         | Барсуковское сельское поселение     |
| 163 | Сосонник                     | деревня | 3         | Татарское сельское поселение        |
| 164 | Станиславково                | деревня | 0         | Соболевское сельское поселение      |
| 165 | Старая                       | деревня | 10        | Татарское сельское поселение        |
| 166 | Старая Болобовщина           | деревня | 0         | Александровское сельское поселение  |
| 167 | Старое Шанталово             | деревня | 5         | Соболевское сельское поселение      |
| 168 | Старокадино                  | деревня | 6         | Татарское сельское поселение        |
| 169 | Старо-Мацково                | деревня | 0         | Гоголевское сельское поселение      |
| 170 | Старый Роховец               | деревня | 1         | Гоголевское сельское поселение      |
| 171 | Старышовка                   | деревня | 39        | Гоголевское сельское поселение      |
| 172 | Стегримово                   | деревня | 192       | Соболевское сельское поселение      |
| 173 | Сумароково                   | деревня | 3         | Соболевское сельское поселение      |
| 174 | Сушково                      | деревня | 6         | Соболевское сельское поселение      |
| 175 | Сычевка                      | деревня | 141       | Барсуковское сельское поселение     |
| 176 | Танцы                        | деревня | 0         | Татарское сельское поселение        |
| 177 | Тарасово                     | деревня | 4         | Татарское сельское поселение        |
| 178 | Татарск                      | деревня | 301       | Татарское сельское поселение        |
| 179 | Темники                      | деревня | 6         | Барсуковское сельское поселение     |
| 180 | Тихановка                    | деревня | 10        | Татарское сельское поселение        |
| 181 | Тишковка                     | деревня | 0         | Татарское сельское поселение        |
| 182 | Тонковидово                  | деревня | 0         | Соболевское сельское поселение      |
| 183 | Точна                        | деревня | 0         | Гоголевское сельское поселение      |
| 184 | Троицкое                     | деревня | 29        | Барсуковское сельское поселение     |
| 185 | Туремск                      | деревня | 0         | Татарское сельское поселение        |
| 186 | Турковского Торфопредприятия | посёлок | 131       | Барсуковское сельское поселение     |
| 187 | Туфля                        | деревня | 0         | Александровское сельское поселение  |
| 188 | Уймовка                      | деревня | 19        | Барсуковское сельское поселение     |
| 189 | Фащевка                      | деревня | 7         | Гоголевское сельское поселение      |
| 190 | Хламово                      | деревня | 13        | Соболевское сельское поселение      |
| 191 | Ходнево                      | деревня | 5         | Новомихайловское сельское поселение |
| 192 | Холеево                      | деревня | 34        | Новомихайловское сельское поселение |
| 193 | Холм                         | деревня | 33        | Татарское сельское поселение        |
| 194 | Хотылевка                    | деревня | 0         | Татарское сельское поселение        |
| 195 | Хотяны                       | деревня | 35        | Татарское сельское поселение        |
| 196 | Цикуновка                    | деревня | 8         | Соболевское сельское поселение      |
| 197 | Чепелево                     | деревня | 3         | Соболевское сельское поселение      |
| 198 | Шевердино                    | деревня | 29        | Новомихайловское сельское поселение |
| 199 | Шелеговка                    | деревня | 9         | Гоголевское сельское поселение      |
| 200 | Шишково                      | деревня | 1         | Татарское сельское поселение        |
| 201 | Щелканово                    | деревня | 3         | Барсуковское сельское поселение     |
| 202 | Юрово                        | деревня | 2         | Соболевское сельское поселение      |

### Упразднённые населённые пункты
- деревни Ивкино, Казуповка, Копыловка, Крутая, Пяцкое, Шапуровка

## Экономика
Сельское хозяйство специализируется на молочно-мясном животноводстве и зерноводстве, льноводстве, выращивании картофеля.

## Транспорт
Ежедневное следование автобусов с автостанции г. Смоленска.

## Известные личности
- Гуревич, Эсфирь Соломоновна — советский литературовед. Доктор филологических наук (Татарск).
- Рябиков, Илья Григорьевич — полный кавалер Ордена Славы (деревня Колодино)
- Старовойтов, Сергей Кузьмич — полный кавалер ордена Славы (деревня Демьянково)
- Попов, Александр Николаевич — земский деятель, просветитель, депутат Государственной думы I созыва от Смоленской губернии (c. Соболево-Воробьёво).

### Герои Советского Союза
- Егоров, Василий Мартынович (деревня Борок)
- Ковалёв, Тимофей Фёдорович (деревня Молоково)
- Козырев, Павел Григорьевич (деревня Манюки)
- Колонов, Василий Алексеевич (деревня Манюки)
- Колдунов, Александр Иванович (деревня Мощиново)
- Конгалёв, Фёдор Иванович (деревня Дербино)
- Лавицкий, Николай Ефимович (деревня Слобода)
- Матросов, Вадим Александрович (деревня Бохот)
- Нестеров, Сергей Егорович (деревня Дмыничи)
- Печковский, Георгий Антонович (хутор Дашино)
- Сергиенков, Дмитрий Григорьевич (деревня Мохначевка)
- Силкин, Григорий Петрович (деревня Ольховец)
- Туриков, Алексей Митрофанович (деревня Зальково)
- Хроменков, Иван Устинович (деревня Щелканово)
- Якубов, Илья Фомич (деревня Новоселье)

### Герои Социалистического Труда
- Акимова, Аделаида Игнатьевна (деревня Ново-Болобовщина)
- Дубнов, Аркадий Алексеевич (деревня Гоголевка)
- Ефимов, Александр Петрович (деревня Доманово)
- Коршунов, Михаил Леонтьевич (деревня Досугово)
- Овчинникова, Нина Афанасьевна (деревня Корхово)
- Семёнова, Анна Тарасовна (деревня Колесники)